# IS-1 Sęp
IS-1 Sęp – polski szybowiec wyczynowy, pierwszy szybowiec skonstruowany i zbudowany w Polsce po II wojnie światowej.

## Historia

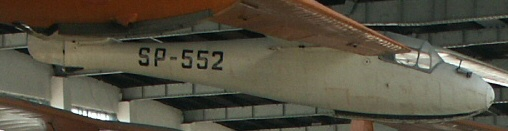
IS-1bis w Muzeum Lotnictwa Polskiego w Krakowie

Po zakończeniu II wojny światowej podjęto w Polsce działania zmierzające do odtworzenia sportu szybowcowego, a w celu zintensyfikowania tych działań w 1946 roku powołano w Bielsku-Białej Instytut Szybownictwa, który stał się pierwszym zakładem zajmującym się budową szybowców.
W 1947 roku konstruktorzy tego instytutu mgr inż. Władysław Nowakowski i inż. Józef Niespał opracowali projekt pierwszego powojennego szybowca wyczynowego, który oznaczono jako IS-1 Sęp. Oparty był na projekcie wstępnym Józefa Niespała z czerwca 1946 roku, wykonanym jako jego praca dyplomowa. Prototyp, ze znakami rejestracyjnymi SP-443, został oblatany w dniu 2 czerwca 1947 roku inż. Piotra Mynarskiego na lotnisku w Bielsku-Białej. Podczas pierwszego lotu okazało się, że linki steru wysokości zostały odwrotnie podłączone, lecz oblatywacz zdołał wylądować; dalsze loty przebiegały bez przeszkód. 1 lipca 1947 nieprzetestowany do końca szybowiec, pilotowany przez Adama Zientka, wziął udział w zawodach w Samedan w Szwajcarii, gdzie spotkał się z dużym zainteresowaniem jako jedna z nielicznych nowych konstrukcji.
Po wszechstronnych badaniach w 1948 roku wyprodukowano serię 5 szybowców tego typu oznaczonych jako IS-1 Sęp bis, które nieznacznie różniły się od prototypu (otrzymały znaki SP-549 do SP-553). Pierwszy był wykonany w maju 1948.

## Użycie
Szybowce IS-1 Sęp były użytkowane w Aeroklubie w Bielsku-Białej do 1962 roku. Ostatni egzemplarz SP-552 znajduje się w Muzeum Lotnictwa Polskiego w Krakowie. Na tym egzemplarzu Irena Kempówna w 1949 roku ustanowiła dwa światowe rekordy prędkości: na trójkącie 100 km i na trasie docelowej 100 km.
Na szybowcu tym dokonano szereg wyczynów prędkościowych, czasowych i wysokościowych. Do największych należy zajęcie 8 miejsca w klasyfikacji ogólnej i 1 w wyścigu po trasie zamkniętej przez Adama Zientka na zawodach w Samedan w Szwajcarii 1 lipca 1947 roku, uznanych następnie za II Szybowcowe Mistrzostwa Świata. Istotnym osiągnięciem był też przelot grupowy w lipcu 1948 roku zespołu dwóch szybowców IS-1 Sęp  i jednego IS-2 Mucha z lotniska na górze  Żar do Wiednia (pierwszy po wojnie przelot otwarty poza granice kraju). W 1948 r., podczas VII Krajowych Zawodów Szybowcowych na górze Żar Adam Zientek zdobył pierwsze miejsce na szybowcu IS-1 Sęp, miejsca drugie i trzecie również zajęli piloci na szybowcach IS-1 Sęp.
Na tym szybowcu piloci uzyskali wiele bardzo dobrych wyników i rekordów, m.in.:
- 1 kwietnia 1948 r. - Adam Zientek wykonał lot trwający 18 godz. 23 min.,
- grudzień 1948 r. - Irena Kempówna uzyskała przewyższenie 3720 m,
- 9 maja 1948 r. - Adam Zientek w locie po trójkącie 100 km osiągnął prędkość 28,7 km/h,
- 10 czerwca 1949 r. - Irena Kempówna w locie po trójkącie 100 km osiągnęła prędkość 50 km/h,
- 11 maja 1950 r.  - Tadeusz Góra w locie po trójkącie 100 km osiągnął prędkość 52,62 km/h,
- 22 lipca 1950 r. - Adam Zientek wykonał lot docelowo-powrotny na dystansie 232 km,
- 23 lipca 1950 r. - Tadeusz Góra uzyskał przewyższenie 5038 m,
- 1952 r. - Ryszard Bitner wykonał przelot na odległość 499 km (Warszawa - okolice Krosna),
- 23 kwietnia 1953 r. - Jacek Popiel w locie po trójkącie 100 km osiągnął prędkość 68,52 km/h.

## Opis konstrukcji
Jednomiejscowy grzbietopłat o konstrukcji drewnianej. 
Kadłub półskorupowy. Posiadał on zaczep przedni i tylny oraz dwuczłonowe zaczepy boczne w okolicy środka masy. Osłona kabiny zdejmowana w całości. Kabina zakryta z nastawnymi pedałami i oparciem fotela. Tablica przyrządów wyposażona w prędkościomierz, wariometr do 5 m/sek, wariometr do 15 m/sek (do lotów chmurowych), sztuczny horyzont ze zakrętomierzami i chyłomierzem poprzecznym, wysokościomierz, chyłomierz podłużny, zegar i busolę. Szybowiec był wyposażony w światła pozycyjne do lotów nocnych oraz instalację tlenową.
Skrzydło dwudzielne, jednodźwigarowe, z pomocniczym dźwigarkiem skośnym, o obrysie trapezowym. Wyposażone w szczelinowe klapy i klapolotki, hamulec aerodynamiczny IAW zamocowany na dolnej powierzchni skrzydła. 
Podwozie stałe w postaci płozy, do startu stosowano odrzucany wózek kołowy. Szybowiec przystosowany był do startu zarówno za samolotem jak również przy pomocy lin gumowych i wyciągarki.
IS-1 Sęp miał hamulce aerodynamiczne które przy częściowym otwarciu generowały dźwięk zbliżony do buczenia, przy większych prędkościach dźwięk zmieniał się na potężny ryk. Generowane podczas tego drgania były szkodliwe dla konstrukcji szybowca z powodu rezonansu i doprowadziły do tragicznego wypadku (pilot Dembski). Po tym wypadku zakazano lotów z częściowym otwarciem hamulców.